# Bock (tecken)
Bock är en markering (✓, ✔, ☑) som används som en enkel markering av något, skrivet med penna.
I vissa sammanhang används bocken för att ange ett "ja" (exempelvis "ja, detta har verifierats", "ja, det är det rätta svaret", "ja, det har genomförts" eller "ja, [objekt eller alternativ] gäller för mig"), medan det i andra sammanhang används för att markera "nej" eller "fel".
X-tecknet används också ibland för detta ändamål (främst på valsedlar).

## Internationella skillnader
I vissa länder (exempelvis Finland, Italien, Japan, Korea, Norge och Sverige)[källa behövs] kan bocken användas som en felmarkering med betydelsen att det genomförda är fel eller helt enkelt "nej". Det är vanligt i svenska och finska skolor att ✓ indikerar att ett svar är felaktigt (medan R, ”rätt”, i Sverige används för att indikera att ett svar är korrekt och i Finland markeras motsatsen, "rätt", med {\displaystyle \cdot \!/\!\cdot }, en lutande vertikal linje betonad med två prickar). I Finland tolkas ✓ ofta som en förkortning för ordet väärin, det vill säga ”fel”, på grund av dess likhet med ett lutande V. Bocken är däremot en övervägande positiv symbol i den engelsktalande världen och står normalt för "ja" eller för ett valt alternativ.[källa behövs]

### Asiatiska konventioner
I Kina innebär en bock "korrekt". En bock placerad inom parentes kan indikera att ett tidigare använt eller acceptabelt faktum eller definition utreds, oftast i syfte att utöka den akademiska forskningen.[källa behövs] I Japan används en marujirushi (丸印) – i utseendet av en cirkel, Unicode-symbolen "◯" – istället för en bock för att betyda "ja". Denna symbol används också i Sydkorea och Taiwan.[källa behövs]

## Unicode
- U+237B ⍻ NOT CHECK MARK
- U+2610 ☐ BALLOT BOX
- U+2611 ☑ BALLOT BOX WITH CHECK
- U+2705 ✅ WHITE HEAVY CHECK MARK
- U+2713 ✓ CHECK MARK
- U+2714 ✔ HEAVY CHECK MARK
- U+1F5F8 🗸 LIGHT CHECK MARK
- U+1F5F9 🗹 BALLOT BOX WITH BOLD CHECK